# Rafael Alburquerque
Rafael Francisco Alburquerque de Castro, né le 14 juin 1940 à Saint-Domingue, est un avocat et homme politique dominicain. Membre du Parti de la libération dominicaine (PLD), il est vice-président de la République de 2004 à 2012.

## Biographie
Rafael Albuquerque est secrétaire d'État au travail de 1991 à 2000. Il se présente au côté de Leonel Fernández lors de l'élection présidentielle de 2004 et devient vice-président. Il est réélu à cette fonction en 2008.  